# NGC 200
NGC 200 (również PGC 2387 lub UGC 420) – galaktyka spiralna z poprzeczką (SBbc), znajdująca się w gwiazdozbiorze Ryb. Odkrył ją William Herschel 25 grudnia 1790 roku.